# Орнек (Ерейментауский район)
Орне́к (каз. Өрнек) — упразднённое село в Ерейментауском районе Акмолинской области Казахстана. Входило в состав Новодолинского сельского округа. 

## География
Село располагалось в южной части района, на расстоянии примерно 56 километров (по прямой) к югу от административного центра района — города Ерейментау, в 20 километрах к юго-востоку от административного центра сельского округа — аула Аксуат.
Абсолютная высота — 492 метров над уровнем моря.
Ближайшие населённые пункты: село Ынтымак — на востоке.

## История
Исключено из учетных данных в 2001 году.

## Население
По переписи 1989 года в селе проживало 602 человека, 72 % которых составляли немцы.
По данным переписи 1999 года в селе проживало 109 человек (54 мужчины и 55 женщин).
| Численность населения | Численность населения |
| 1989                  | 1999                  |
| --------------------- | --------------------- |
| 602                   | ↘109                  |